# 伊瓦尔·约翰松
伊瓦尔·约翰松（瑞典語：Ivar Johansson，1903年1月31日—1979年8月4日），瑞典男子摔跤运动员。他曾代表瑞典参加1928年、1932年和1936年夏季奥林匹克运动会摔跤比赛，共获得三枚金牌。